# Dardaillon
Der Dardaillon ist ein kleiner Fluss im Süden von Frankreich, der im Département Hérault der Region Okzitanien südwestlich der Stadt Montpellier verläuft.

## Geografie

### Verlauf
Der Dardaillon entspringt unter dem Namen Ruisseau des Escalles im südlichen Gemeindegebiet von Aumelas, auf der Kalk-Hochebene Causse d’Aumelas, verläuft generell in westlicher Richtung und mündet nach insgesamt rund 15 Kilometern im Gemeindegebiet von Campagnan, knapp an der Grenze zur Nachbargemeinde Bélarga als linker Nebenfluss in den Hérault.

### Orte am Fluss
(Reihenfolge in Fließrichtung)
- Cabrials, Gemeinde Aumelas
- Plaissan
- Saint-Marcel, Gemeinde Saint-Pargoire
- La Maisonnette de Bélarga, Gemeinde Campagnan
- Bélarga